# Viola nuttallii
Viola nuttallii är en violväxtart som beskrevs av Frederick Traugott Pursh. Viola nuttallii ingår i släktet violer, och familjen violväxter. Inga underarter finns listade i Catalogue of Life.

## Bildgalleri

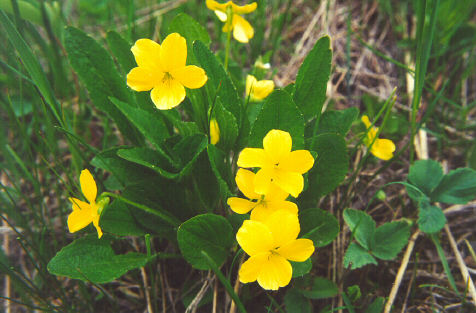
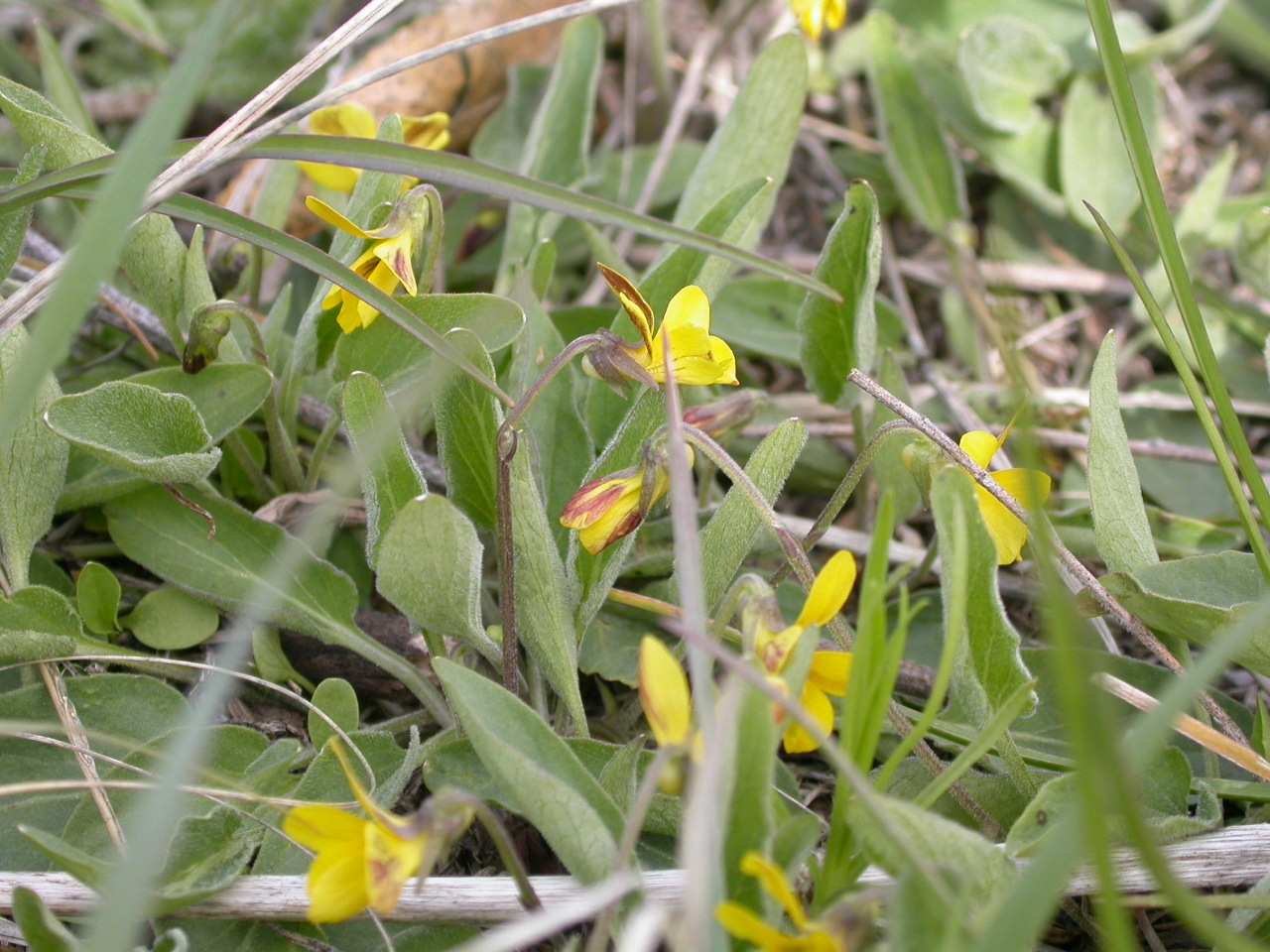
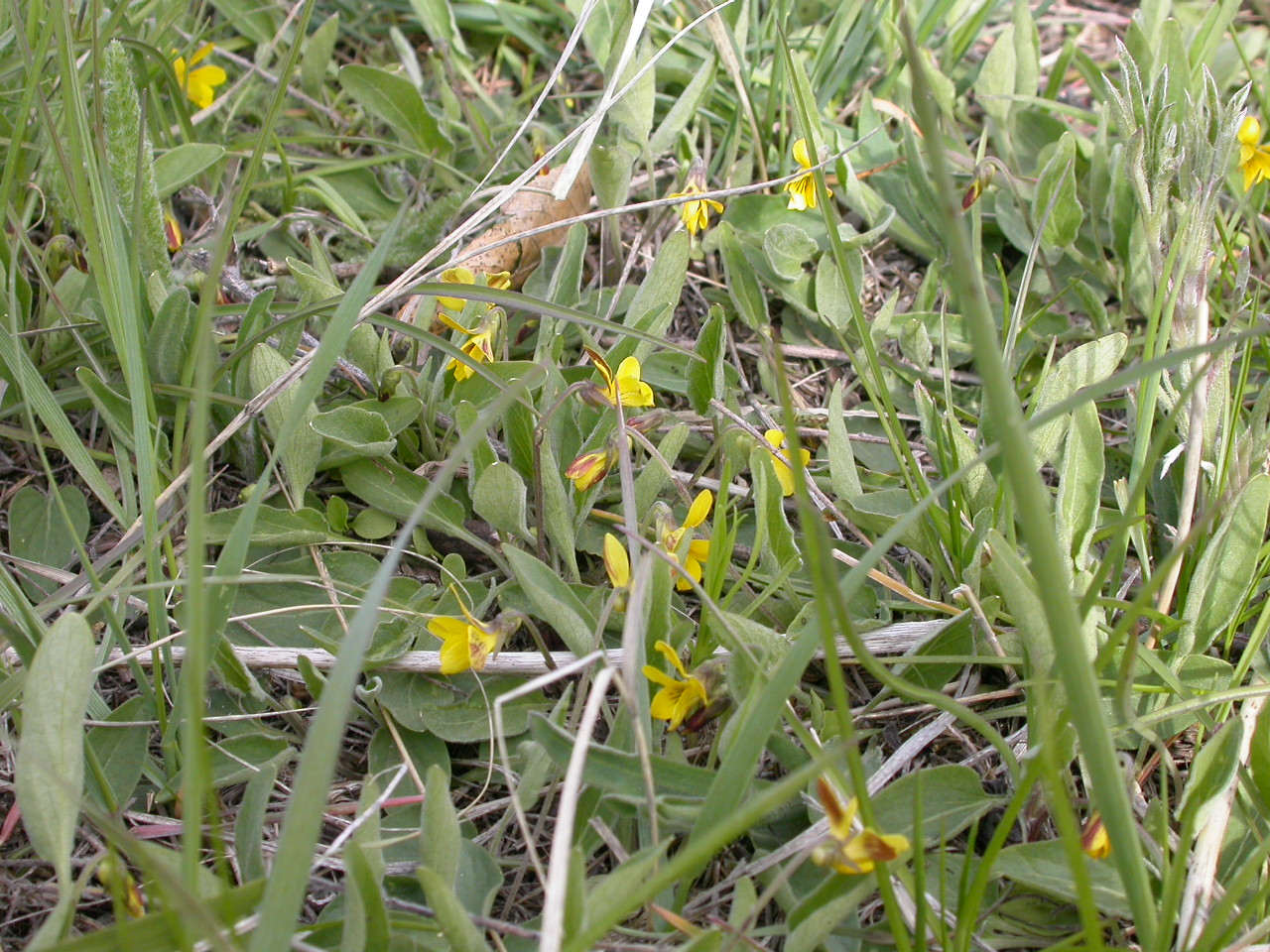
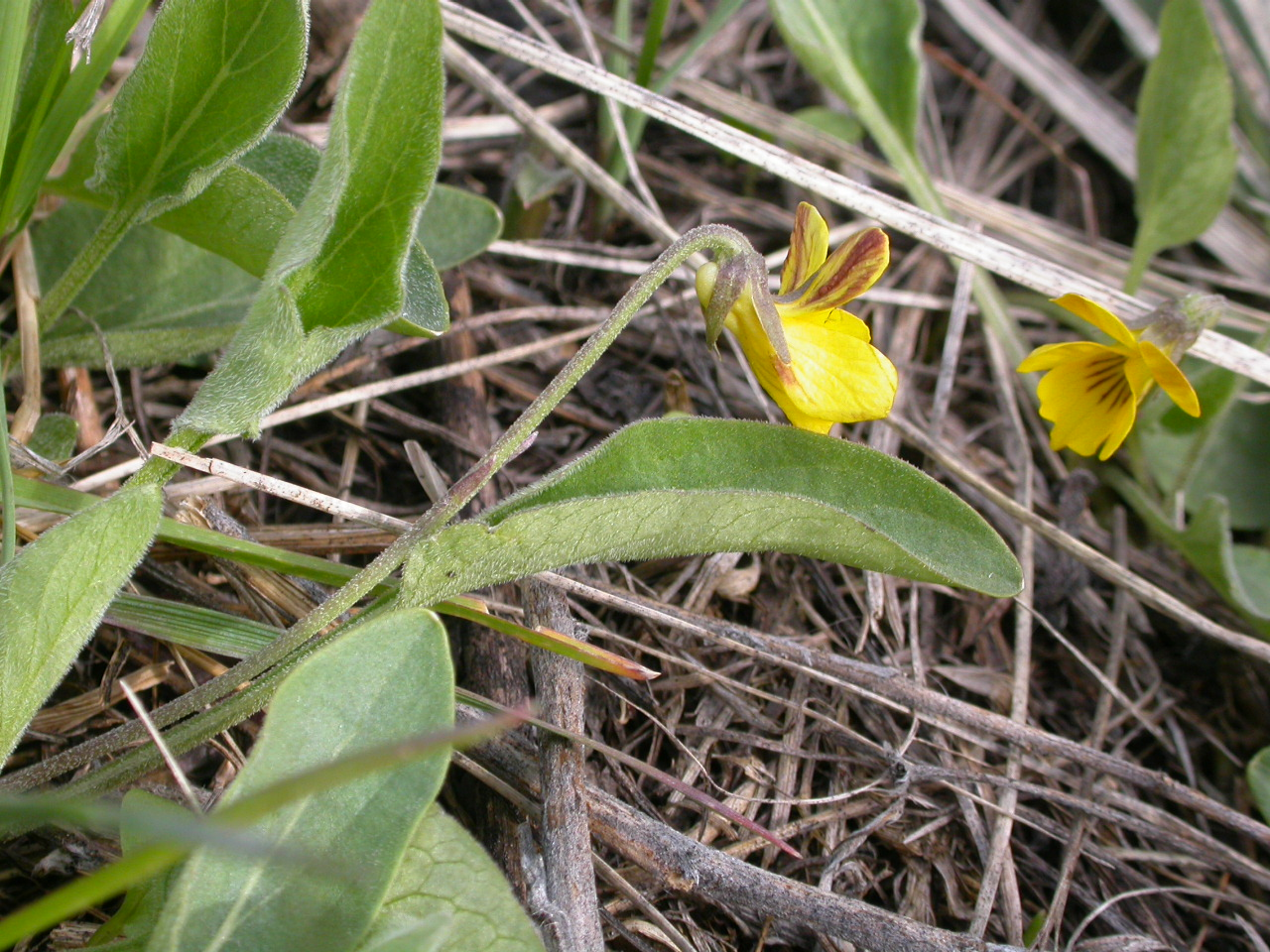
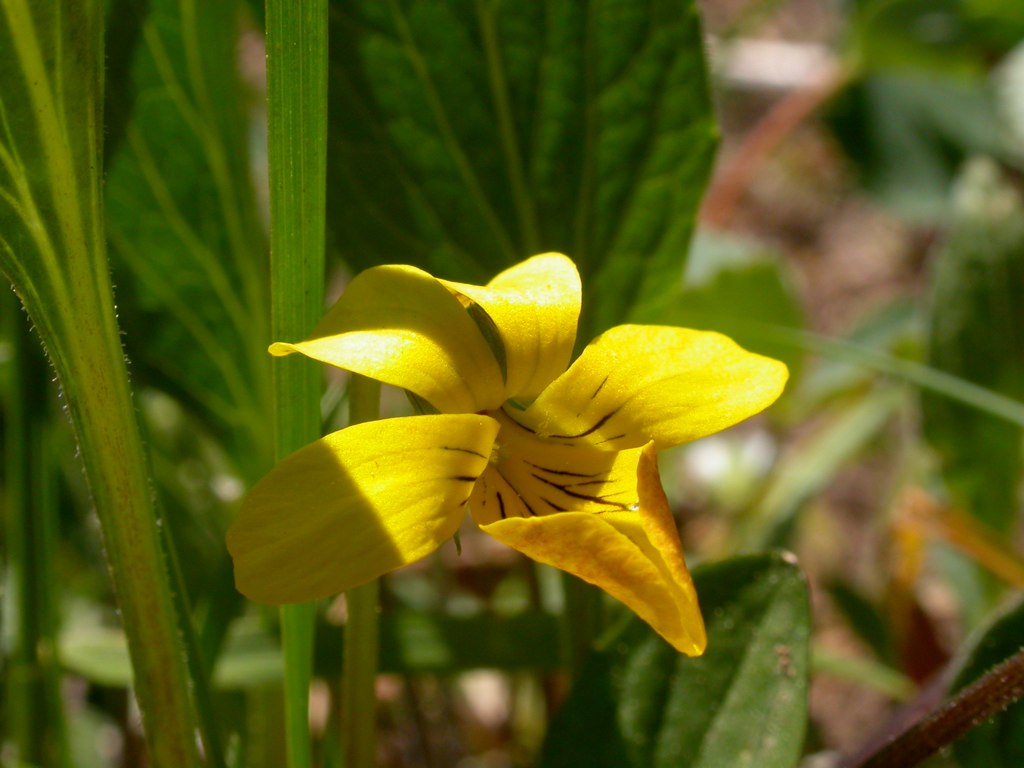
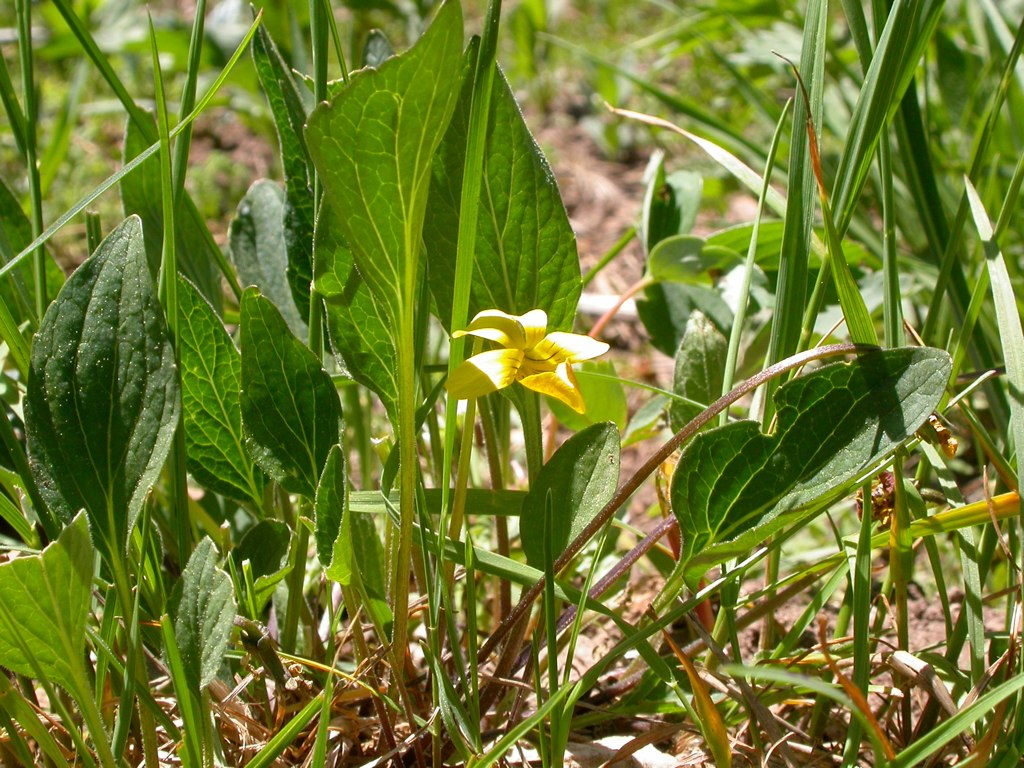